# NGC 3846A
NGC 3846A (другие обозначения — UGC 6706, MCG 9-19-169, ZWG 268.76, VV 320, KUG 1141+553B, PGC 36506) — галактика в созвездии Большая Медведица.
Этот объект не входит в число перечисленных в оригинальной редакции «Нового общего каталога» и был добавлен позднее.
Галактика NGC 3846A входит в состав группы галактик NGC 3898. Помимо NGC 3846A в группу также входят ещё 9 галактик.